# Habralictus agraptes
Habralictus agraptes är en biart som först beskrevs av Joseph Vachal 1904.  Habralictus agraptes ingår i släktet Habralictus och familjen vägbin. Inga underarter finns listade i Catalogue of Life.